# Культурна етика
Культурна етика — це наука, що вивчає застосування етики у сфері культури. Прихильники доктрини культурної етики вважають, що моральна доктрина — це лише правила та переконання певних спільнот людей, тоді як для того, щоб робити правильні речі в певній ситуації необхідно покладатися не тільки на моральність, а також на місцеві звичаї та традиції.
Культуролог розглядає амбівалентність значення процесу передачі грошей, коли в одній культурі — це вважається хабарем, а в іншій необхідний етап для початку переговорів.
Про культурну етику певної країни можна зробити висновки, якщо подивитися які програми, фільми та сцени дозволено показувати по телебаченню для підвищення рейтингів певного телевізійного каналу.
Кооперація є простішою та конфліктність між громадянами суспільства менша, коли люди діляться їхніми переконаннями. Стандарти спілкування та цінності є невід'ємною частиною будь якої культури.[неавторитетне джерело]